# Collection numismatique nationale
La collection numismatique nationale est le cabinet national des pièces de monnaie des États-Unis. La collection fait partie du Musée national d'histoire américaine de la Smithsonian Institution.

## Vue d'ensemble
La collection numismatique nationale comprend environ 1,6 million d'objets et constitue l'une des collections les plus importantes et les plus diversifiées au monde de pièces de monnaie, de billets de banque, de médailles, de monnaies matières premières, d'instruments financiers, de paranumismatique et d'articles connexes. En tant que collection d'archives du système monétaire américain, elle comprend les collections de la Monnaie, du Trésor et du Bureau of Engraving and Printing des États-Unis. En outre, elle comprend des collections données par des collectionneurs individuels et des institutions privées, comme la collection du Chase Manhattan Bank Money Museum (en).

## Histoire
Jusqu'en 2004, l'exposition abritant la collection était la dernière pièce survivante de l'arrangement original de 1964 du Musée national d'histoire américaine de la Smithsonian Institution. Fin 2004, l'exposition a été fermée et les objets ont été remis dans les greniers du Smithsonian. En 2015, le musée a ouvert une nouvelle galerie permanente de numismatique avec une exposition intitulée « The Value of Money ».

## Objets remarquables de la collection
Quelques pièces présentes dans la collection : 
- Demi doublon Brasher
- Les trois types de pièces d'un dollar de 1804
- Le Double eagle de 1849
- Les deux Half union (en) en or de 1877
- Les neuf nickels Washington (en) de 1909–1910
- Une pièce de cinq cents Liberty Head de 1913 (en)
- Deux Doubles Eagles de 1933
- La pièce de 1 cent en aluminium de 1974 (en)